# Johann Hansmann

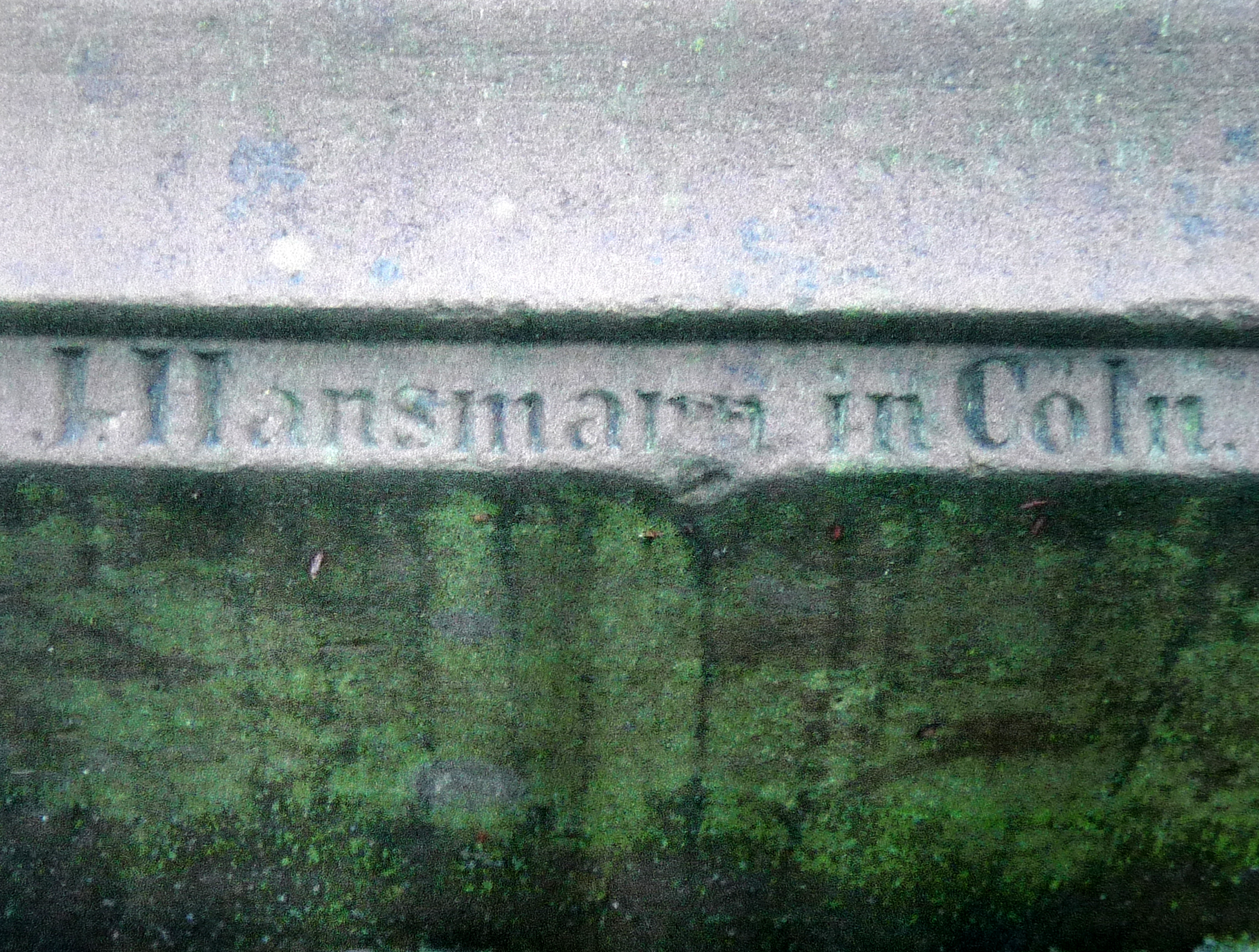
Signatur Johann Hansmann am Grabmal T. Steinkauler

Johann Aegidius Hansmann (* 1812 in Köln; † 21. August 1859 ebenda) war ein deutscher Bildhauer und Steinmetz.

## Leben
Hansmann stammte aus der Ehe des Fuhrmanns Johann Hansmann und seiner Ehefrau Christina geb. Creteur. Johann Hansmann besuchte zunächst eine Elementarschule, bevor er 14-jährig eine Lehre in einer Werkstatt eines Holz- oder Steinbildhauers absolvierte. Wann er den Absprung in die Selbständigkeit wagte, ist nicht mehr festzustellen. Gemäß den Kölner Adressbüchern ist er von 1835 bis 1860 mit einem Bildhaueratelier in der Antoniterstraße 12A nachweisbar gewesen. 
Hansmann starb 1859 im Alter von 47 Jahren. Er war verheiratet mit Helena geb. Lützenkirchen. Nach seinem Tod führte sein Sohn Otto Hansmann (* 20. August 1834–1875) die Bildhauerwerkstatt bis 1873 weiter.

## Werke (Auswahl)
- 1824: Grabmal Christian Samuel Schier[6], Friedhof Köln-Melaten (Lit. B, Nr. 210)
- 1830: Grabmal Lohr/Röthgen, Friedhof Köln-Melaten (Lit. C, Nr. 83–84)
- 1830: Grabmal Familie Pressler, evangelischer Friedhof von Köln-Mülheim
- 1842: Grabmal Therese Oppenheim, israelitischer Friedhof in Köln-Deutz
- 1843: Grabmal Familie van Hees, evangelischer Friedhof von Köln-Mülheim
- 1845/46: Grabmal Theodor Steinkauler, Friedhof an der Gnadenkirche in Bergisch Gladbach[7]
- 1849: Grabmal Familie Ploog, Kirchhof beim "Krieler Dömchen" in Köln-Lindenthal
- 1850: Grabmal Hahn/Hagen, Friedhof Köln-Melaten (Lit. I, Nr. 165–170)
- 1851: Grabmal Merrem/Wesendonck/Heimerzheim, Friedhof Köln-Melaten (Lit. C, Nr. 42–44)
- 1860: Grabmal Stolz/Schläger/Reitz/Miebach, Friedhof Köln-Melaten (Lit. C, Nr. 171–172)
- 1862: Grabmal Willmoser/Steiger, Friedhof Melaten (Lit. B, Nr. 156–157)
- 1867: Grabmal Arnolds, Friedhof Köln-Melaten (Lit. L, Nr. 205–208)

## Bilder von Grabsteinen
Die nachfolgenden Grabsteine auf Melaten stehen unter Denkmalschutz.

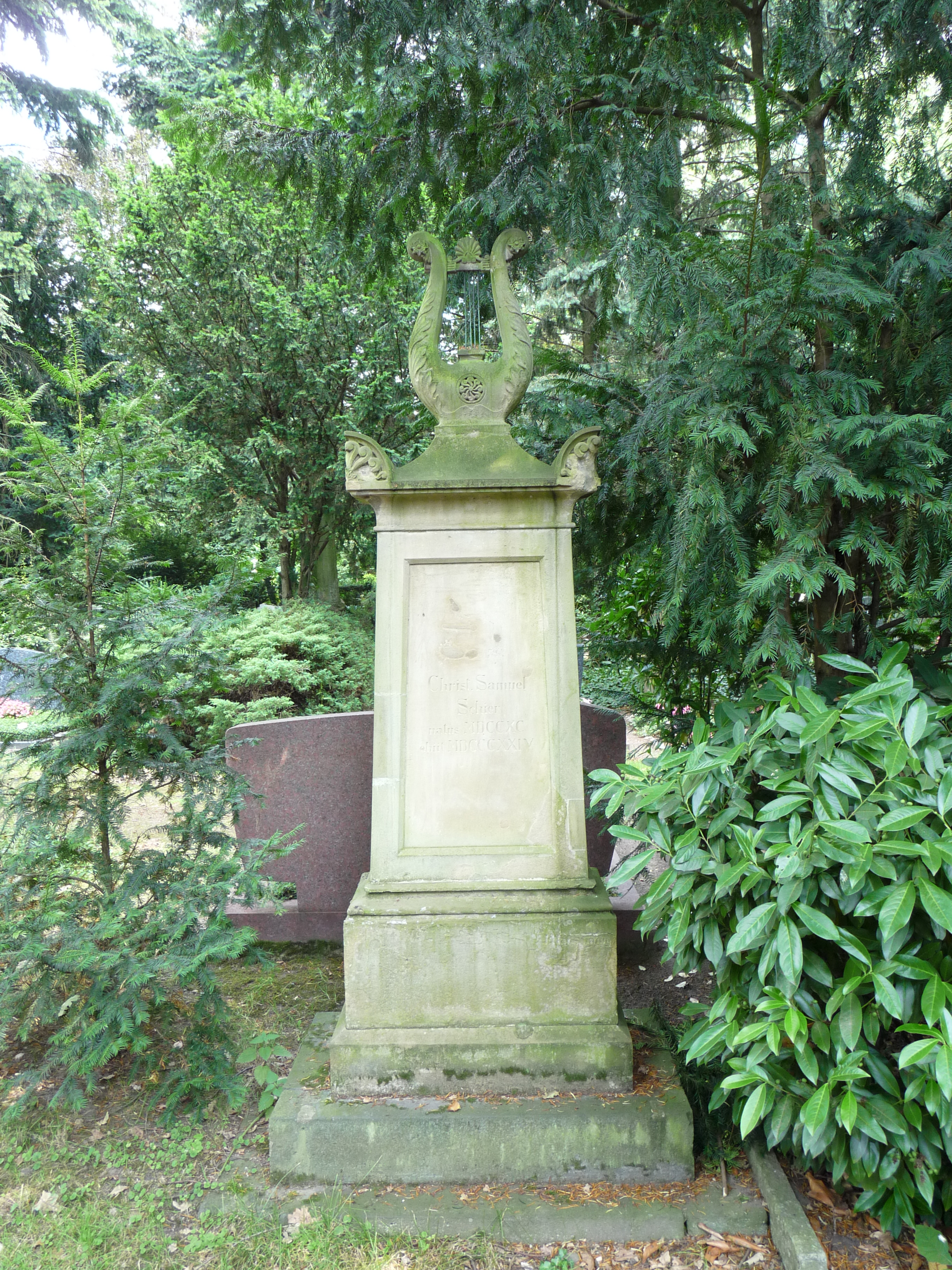
Stele mit Leier, Lit.B, Nr. 210
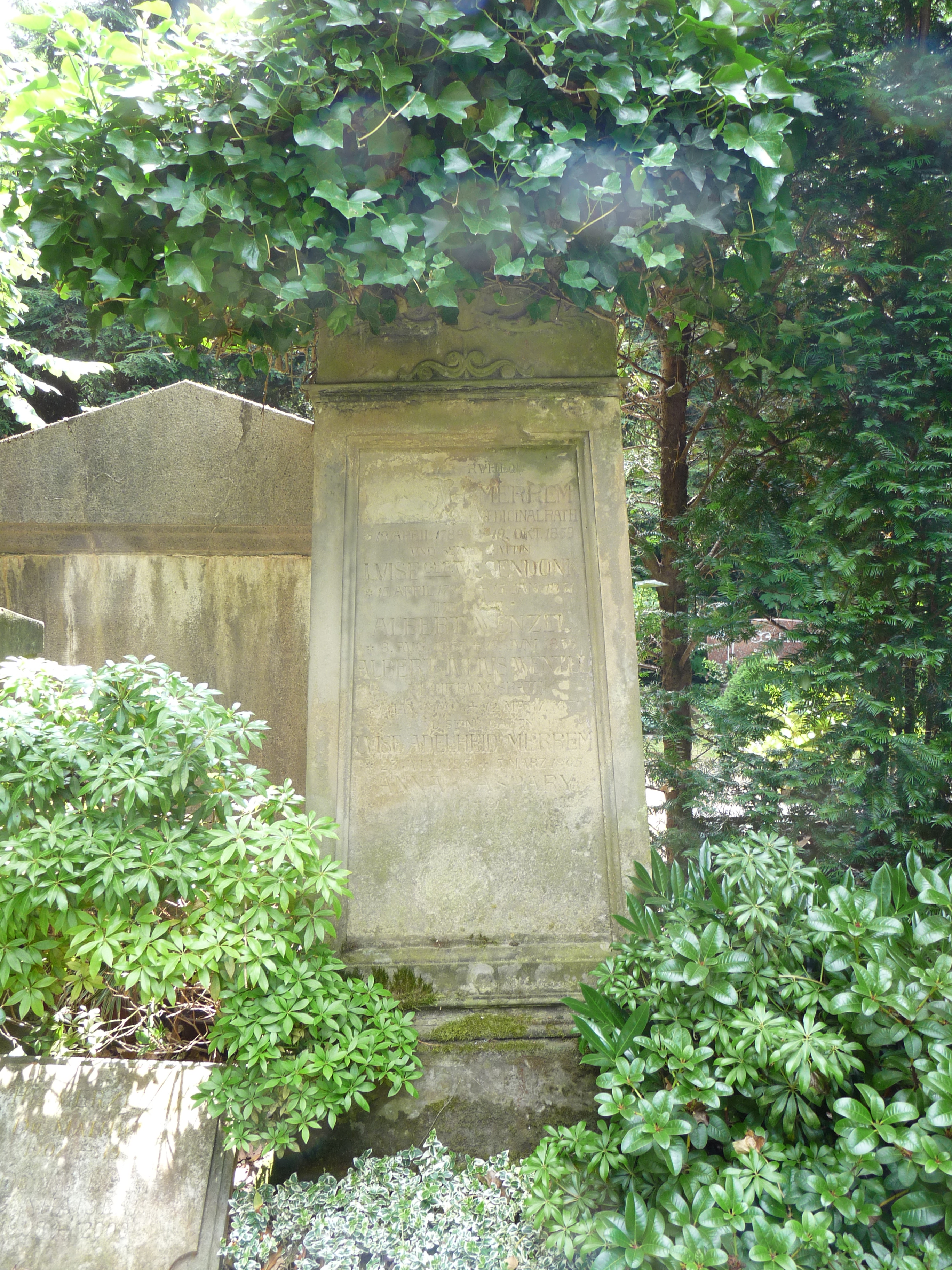
Urnenstele, Lit.C, Nr. 42–44
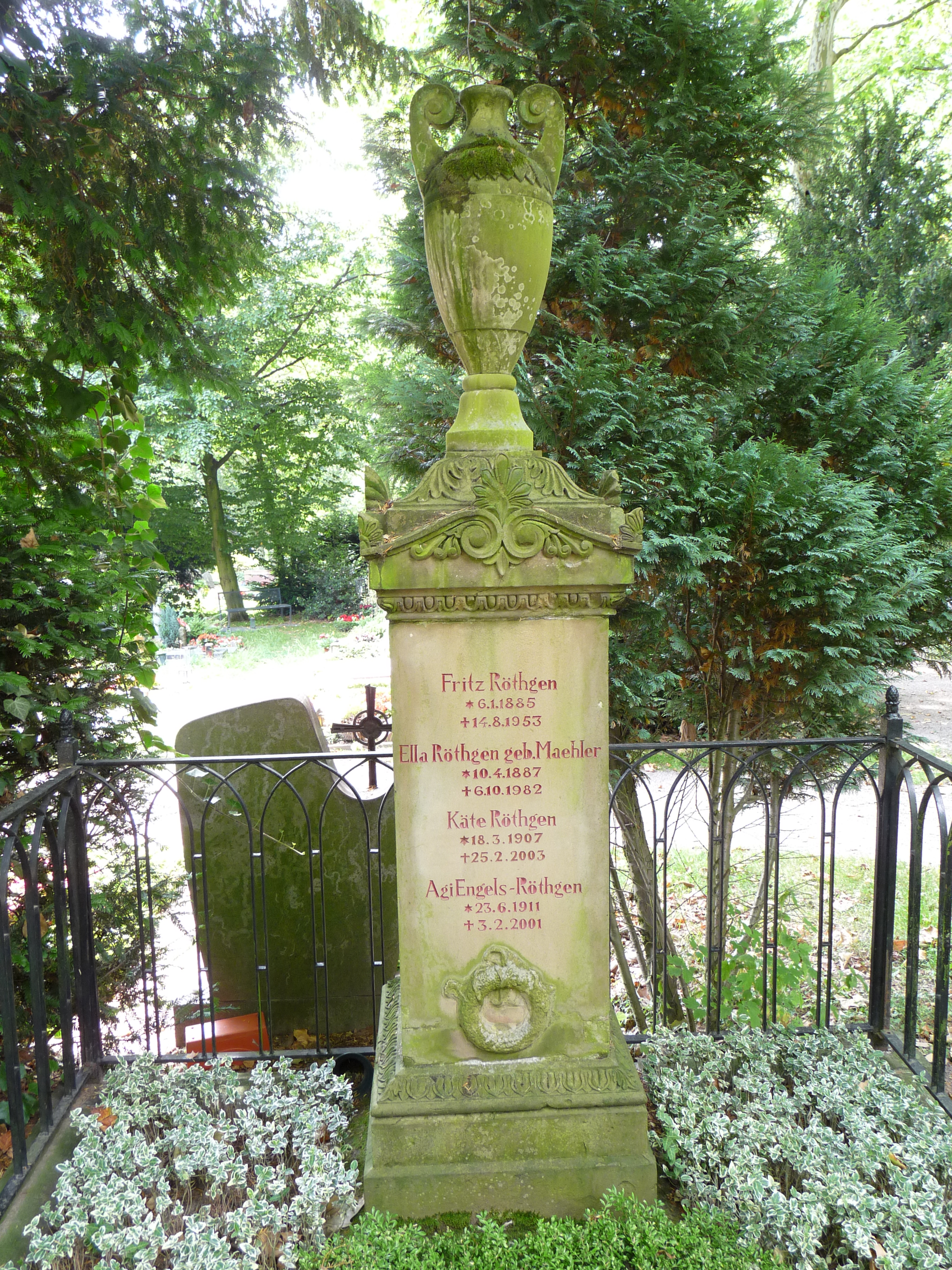
Grabpfeiler mit Urne, Lit.C, Nr. 83–84
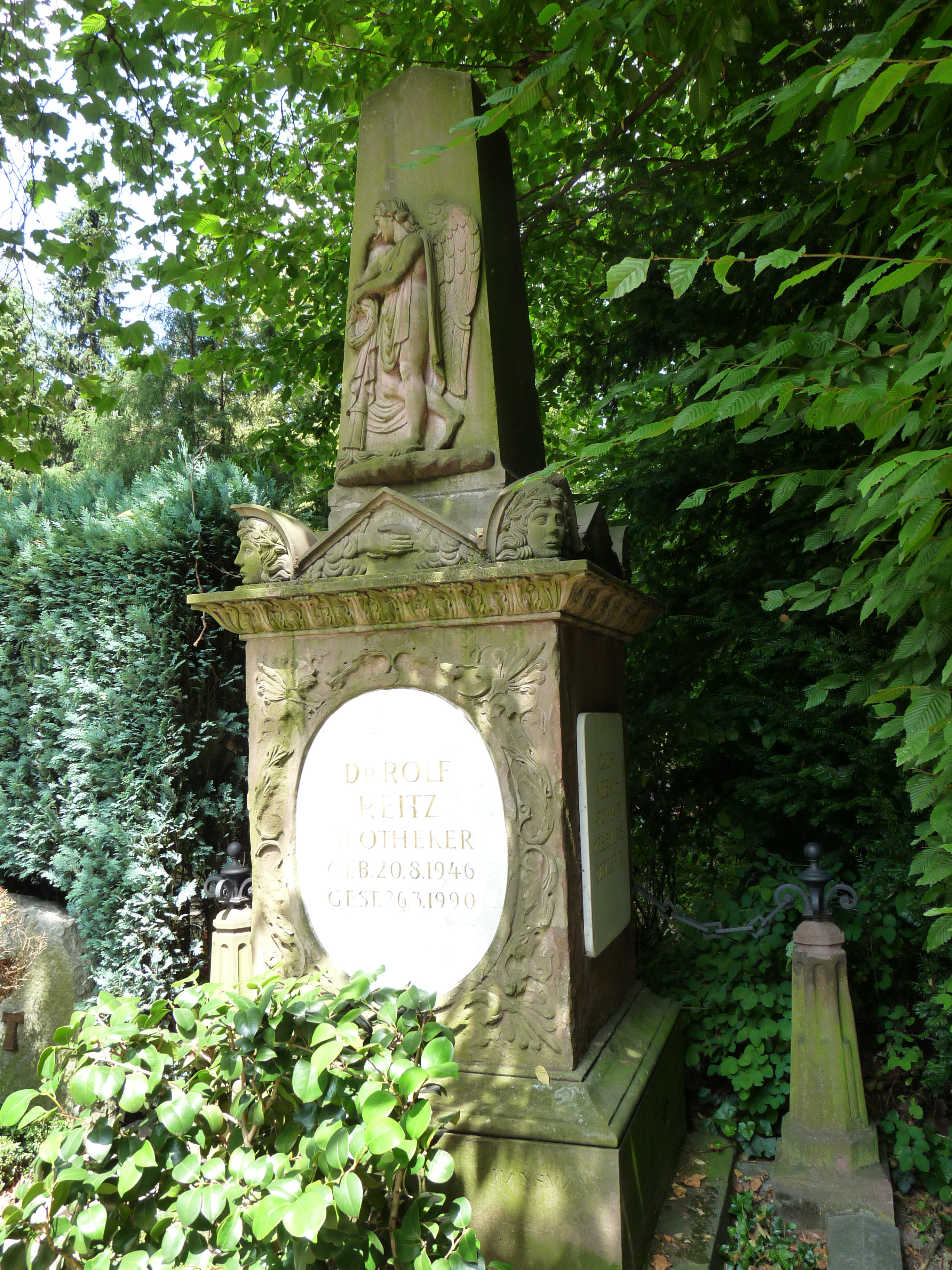
Cippus mit Obelisk, Lit.C, Nr. 171–172
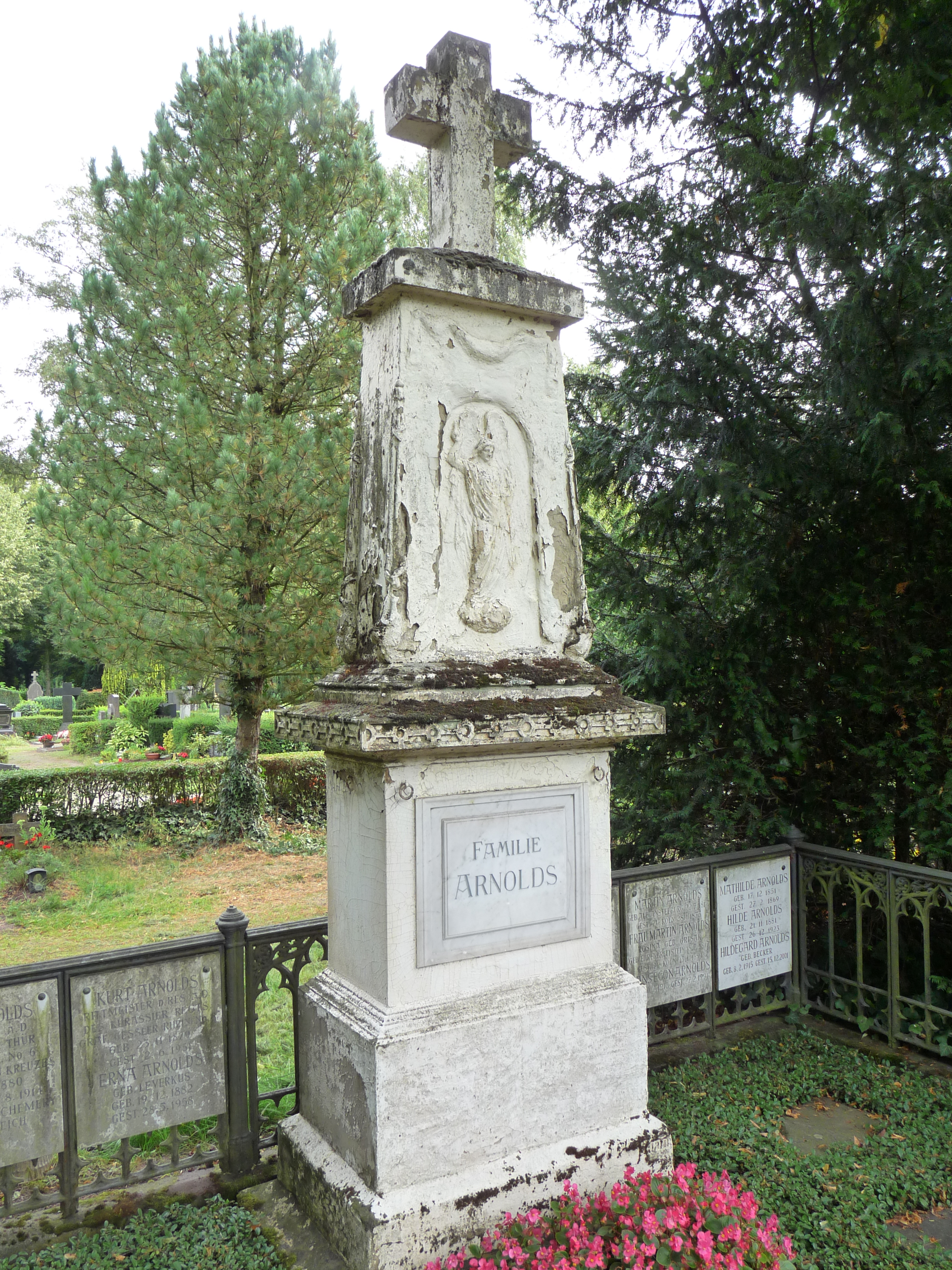
Kreuzstele, Lit.L, Nr. 205–208